# 최보윤 (정치인)
최보윤(崔寶允, 1978년 4월 27일~)은 대한민국의 법조인 출신 정치인이다.
한영외국어고등학교와 서울대학교 법과대학을 졸업하였으며 제51회 사법시험에 합격했다. 사법시험에 합격한 이후 의료사고를 당해 왼쪽 몸이 마비가 되는 척수장애인이 되었다. 그 뒤 법무법인(유한) 대륜에서 변호사로 근무했고 법무부 인권정책자문단 자문위원, 한국장애인고용공단 인권경영위원을 역임했다.
제22대 국회의원 선거를 앞두고 국민의미래에 입당했으며 비례대표 1번에 배치되었다. 선거 결과 비례대표 당선권에 들면서 22대 국회의원으로 당선되었다.

## 학력
- 한영외국어고등학교 졸업
- 서울대학교 법과대학 법학 학사

## 경력
- 2009 제51회 사법시험 합격 (사법연수원 41기 수료)
- 2014. 11.~2023. 11. 성남시 장애인권리증진센터 운영위원
- 2018. 1.~2020. 1. 성남시지역사회보장협의체 대표협의체 위원
- 2018. 3.~2021. 3. 사회복지법인 가나안복지재단 이사
- 2018. 4.~2019. 10. (사)한국장애인단체 총연합회 권익지원단 위원
- 2020. 8. 한국장애인고용공단 인권경영위원
- 2022. 3. 서울지방변호사회 중대재해처벌법 대응TF자문위원
- 2022. 9.~2023. 1. 대통령직속 국민통합위원회 장애인 이동 및 편의증진 특별위원회 위원
- 2023. 5. 서울시 인권지킴이단
- 2023. 7. 법무부 인권정책자문단 자문위원
- 2023. 12. 법무부 장애인차별조사심의위원회 위원
- 법무법인(유한) 대륜 변호사
- 2023. 12. 경기도재활공학센터연구지원센터 자문운영위원
- 2023. 12. 서울시보조기기센터 운영위원회 위원
- 2024. 2. 한국장애인재활협회 이사
- 2024. 2.~2024. 4. 국민의미래 입당
- 2024. 3.~2024. 4. 국민의미래 비례대표 국회의원 후보
- 2024. 3.~2024. 4. 국민의미래 4·10 총선 중앙선거대책위원회 대변인
- 2024. 4. 10. 대한민국 제22대 국회의원 선거 당선(비례대표, 국민의미래, 초선)
- 2024. 5.~ 제22대 국회의원(비례대표, 국민의힘, 초선)
  - 2024. 6.~ 제22대 국회 전반기 보건복지위원회 위원
    - 제22대 국회 전반기 보건복지위원회 법안심사제1소위원회 위원
    - 제22대 국회 전반기 보건복지위원회 의료개혁소위원회 위원

  - 국회 AI와 우리의미래 대표의원
  - 국가비전2050포럼 구성의원
  - 2024. 12.~2024. 12. 제22대 국회 대법관(마용주) 임명동의에 관한 인사청문특별위원회 위원
- 2024. 6.~2024. 7. 국민의힘 정책위원회 산하 시급한 민생 현안 해결을 위한 약자동행특별위원회 위원
- 2024. 6.~2024. 7. 국민의힘 정책위원회 산하 시급한 민생 현안 해결을 위한 AI·반도체특별위원회 위원
- 2024. 8.~2024. 12. 국민의힘 격차해소특별위원회 위원
- 2024. 9.~ 국민의힘 중앙장애인위원회 위원장
- 2024. 9.~: 국민의힘 호남동행 국회의원 발대식 명예의원(전라북도 특별자치도)
- 2024. 11.~2025. 6. 국민의힘 정책위원회 산하 AI 세계 3대 강국 도약 특별위원회 위원 겸 콘텐츠 분야 소위원회 위원
- 2024. 12.~: 국민의힘 제주공항 여객기 사고 수습 TF 위원
- 2024. 12.~2025. 6.: 국민의힘 비상대책위원
- 2025. 1.~2025. 6 국민의힘 경제활력민생특별위원회 위원
- 2025. 5.~2025. 6.: 국민의힘 이재명 방탄 독재 저지 투쟁위원회 위원
- 2025. 5.~2025. 6.: 제21대 대통령 선거 국민의힘 김문수 대통령 후보 전략기획위원회 공동본부장 겸 선거대책위원회 부위원장

## 역대 선거 결과
| 실시년도 | 선거   | 대수 | 직책     | 선거구   | 정당       | 득표수       | 득표율          | 순위         | 당락 | 비고 |
| -------- | ------ | ---- | -------- | -------- | ---------- | ------------ | --------------- | ------------ | ---- | ---- |
| 2024년   | 총선   | 22대 | 국회의원 | 비례대표 | 국민의미래 | 10,395,264표 | \| \| 36.67% \| | 비례대표 1번 |      | 초선 |
|          | 36.67% |      |          |          |            |              |                 |              |      |      |

## 소속 정당
| 소속 정당 | 소속 정당  | 소속 기간 | 비고      |
| --------- | ---------- | --------- | --------- |
|           | 국민의힘   | 2024      | 정계 입문 |
|           | 무소속     | 2024      | 탈당      |
|           | 국민의미래 | 2024      | 입당      |
|           | 국민의힘   | 2024~현재 | 합당      |

## 같이 보기
- 대한민국 제22대 국회의원 선거 국민의미래 후보 목록#비례대표